# Klaus Jährig
Klaus Jährig (* 13. Mai 1935 in Plaue-Bernsdorf; † 6. November 2011 in Hannover) war ein deutscher Kinderarzt. Er fungierte von 1974 bis 1991 als Professor für Kinderheilkunde und Direktor der Kinderklinik an der Universität Greifswald.

## Leben
Klaus Jährig wurde 1935 in Plaue-Bernsdorf geboren und absolvierte von 1954 bis 1959 ein Medizinstudium an der Universität Leipzig sowie an der Militärmedizinischen Sektion der Universität Greifswald. Im Jahr 1960 promovierte er in Greifswald mit einer hämatologischen Arbeit. Nach seiner anschließenden Ausbildung zum Facharzt für Pädiatrie und der Subspezialisierung in Neonatologie wurde er 1970 ebenfalls in Greifswald habilitiert.
Im Jahr 1974 folgten die Berufung zum ordentlichen Professor für Kinderheilkunde und die Ernennung zum Direktor der Kinderklinik an der Universität Greifswald. Er leitete die Klinik bis 1991 und ließ sich anschließend mit seiner Frau in einer Gemeinschaftspraxis in Ronnenberg bei Hannover nieder. Zwischen 1989 und 1994 wirkte er außerdem als Gastprofessor an der University of North Carolina at Chapel Hill. Darüber hinaus war er von 1973 bis 1990 Präsident der European Society of Perinatal Medicine sowie von 1983 bis 1990 Vorsitzender der Gesellschaft für Pädiatrie der DDR.
Klaus Jährig veröffentlichte mehr als 130 wissenschaftliche Publikationen und mehrere Monografien, insbesondere zur pädiatrischen Neurologie, zur Phototherapie der Hyperbilirubinämie sowie zur Diagnostik im Kindesalter. In der DDR wurde ihm in Würdigung seiner Verdienste der Titel Obermedizinalrat verliehen. Er starb 2011 in Hannover.

## Werke
- Phototherapie: Die Behandlung der Hyperbilirubinämie des Neugeborenen mit sichtbarem Licht. Leipzig 1981; Neuauflage unter dem Titel Phototherapie: Lichtbehandlung des Neugeborenenikterus, München 1992 (als Mitautor)
- Epilepsien: Leitfaden für die Praxis. Leipzig 1981; zweite Auflage, Leipzig 1985 und Lizenzausgabe Weinheim 1985 (als Mitautor)
- Das Kind in der Allgemeinpraxis. Jena 1985; zweite Auflage, Jena 1991
- Arzneimittelanwendung in Schwangerschaft und Stillperiode. Berlin 1987 (als Mitherausgeber)